# Велоспорт на летних Олимпийских играх 2012 — кейрин (женщины)
Соревнования в велоспорте в дисциплине кейрин среди женщин на летних Олимпийских играх 2012 прошли 4 августа. Приняли участие 18 спортсменок. Кейрин у женщин дебютировал в рамках летних Олимпийских игр.
Главными претендетками на победу считалась действующая чемпионка Европы в кейрине, хозяйка игр британка Виктория Пендлтон и действующая чемпионка мира в данной дисциплине австралийка Анна Мирс. Также в числе претендентов на медали фигурировали финалисты последнего чемпионата мира немка Кристина Фогель, россиянка Екатерина Гниденко, француженка Клара Санчес, китаянка Го Шуан и литовская велогонщица Симона Крупецкайте.
Первый раунд все фавориты прошли довольно уверенно, попав в число двух первых в своих заездах. Только Кларе Санчес потребовалось участие в дополнительном заезде, который она уверенно выиграла и вышла в следующий раунд. Первый полуфинал принёс довольно неожиданный результат. Крупецкайте и Фогель заняли последние два места в заезде и выбыли из борьбы за медали. Первое место заняла Анна Мирс, а вместе с ней в финал неожиданно вышли канадка Моника Салливан и спортсменка из Гонконга Лэй Вайси. Во втором полуфинале сразу 4 спортсменки в равной степени претендовали на выход в финал. В упорной борьбе четвёртое место заняла Екатерина Гниденко.
Главной интригой финала стало противостояние Пендлтон и Мирс. После того, как мотоцикл покинул трек, лидерство захватила Мирс, она шла первой на протяжении двух кругов, но на последнем круге Пендлтон вырвалась вперёд и уже не упустила лидерство до самого конца, хотя на финише её чуть не догнала китаянка Го Шуан, которая очень мощно накатывала на финиш. Третье место сенсационно заняла Лэй Вайси. Анна Мирс в итоге заняла лишь 5-е место.

## Призёры
| Золото                           | Серебро       | Бронза            |
| Виктория Пендлтон Великобритания | Го Шуан Китай | Лэй Вайси Гонконг |

## Соревнование

### Первый раунд

#### Первый заезд
| Место | Спортсмен                      | Время  |
| ----- | ------------------------------ | ------ |
| 1     | Кристина Фогель (GER)          | 11,573 |
| 2     | Екатерина Гниденко (RUS)       |        |
| 3     | Лисандра Гуэрра Родригес (CUB) |        |
| 4     | Хулиана Гавирия Рендон (COL)   |        |
| 5     | Моника Салливан (CAN)          |        |
| 6     | Клара Санчес (FRA)             |        |

#### Второй заезд
| Место | Спортсмен               | Время  |
| ----- | ----------------------- | ------ |
| 1     | Виктория Пендлтон (GBR) | 11,120 |
| 2     | Анна Мирс (AUS)         |        |
| 3     | Наташа Хансен (NZL)     |        |
| 4     | Фатеха Мустапа (MAS)    |        |
| 5     | Любовь Шулика (UKR)     |        |
| 6     | Вилли Канис (NED)       |        |

#### Третий заезд
| Место | Спортсмен                | Время  |
| ----- | ------------------------ | ------ |
| 1     | Го Шуан (CHN)            | 11,454 |
| 2     | Симона Крупецкайте (LTU) |        |
| 3     | Даниэла Ларреаль (VEN)   |        |
| 4     | Лэй Вайси (HKG)          |        |
| 5     | Ли Хеджин (KOR)          |        |
| 6     | Ольга Панарина (BLR)     |        |

### Перезаезд

#### Первый заезд
| Место | Спортсмен                      | Время  |
| ----- | ------------------------------ | ------ |
| 1     | Лэй Вайси (HKG)                | 10,992 |
| 2     | Вилли Канис (NED)              |        |
| 3     | Моника Салливан (CAN)          |        |
| 4     | Лисандра Гуэрра Родригес (CUB) |        |
| 5     | Ольга Панарина (BLR)           |        |
| 6     | Хулиана Гавирия Рендон (COL)   |        |

#### Второй заезд
| Место | Спортсмен              | Время  |
| ----- | ---------------------- | ------ |
| 1     | Клара Санчес (FRA)     | 11,259 |
| 2     | Наташа Хансен (NZL)    |        |
| 3     | Даниэла Ларреаль (VEN) |        |
| 4     | Любовь Шулика (UKR)    |        |
| 5     | Фатеха Мустапа (MAS)   |        |
| 6     | Ли Хеджин (KOR)        |        |

### Полуфинал

#### Первый заезд
| Место | Спортсмен                | Время  |
| ----- | ------------------------ | ------ |
| 1     | Анна Мирс (AUS)          | 11,175 |
| 2     | Моника Салливан (CAN)    |        |
| 3     | Лэй Вайси (HKG)          |        |
| 4     | Вилли Канис (NED)        |        |
| 5     | Симона Крупецкайте (LTU) |        |
| 6     | Кристина Фогель (GER)    |        |

#### Второй заезд
| Место | Спортсмен                | Время  |
| ----- | ------------------------ | ------ |
| 1     | Виктория Пендлтон (GBR)  | 11,093 |
| 2     | Клара Санчес (FRA)       |        |
| 3     | Го Шуан (CHN)            |        |
| 4     | Екатерина Гниденко (RUS) |        |
| 5     | Наташа Хансен (NZL)      |        |
| 6     | Даниэла Ларреаль (VEN)   |        |

### Финал за 7-е место
| Место | Спортсмен                | Время  |
| ----- | ------------------------ | ------ |
| 1     | Симона Крупецкайте (LTU) | 11,456 |
| 2     | Екатерина Гниденко (RUS) |        |
| 3     | Даниэла Ларреаль (VEN)   |        |
| 4     | Кристина Фогель (GER)    |        |
| 5     | Наташа Хансен (NZL)      |        |
| 6     | Вилли Канис (NED)        |        |

### Финал
| Место | Спортсмен               | Время  |
| ----- | ----------------------- | ------ |
| 1     | Виктория Пендлтон (GBR) | 10,965 |
| 2     | Го Шуан (CHN)           |        |
| 3     | Лэй Вайси (HKG)         |        |
| 4     | Клара Санчес (FRA)      |        |
| 5     | Анна Мирс (AUS)         |        |
| 6     | Моника Салливан (CAN)   |        |